# طواف مصر 2015
طواف مصر 2015 هو النسخة السابعة والعشرين من طواف مصر وقد أقيم في خليج مكادي من 14 إلى 18 يناير وفاز به الإسباني فرانشيسكو مانشوب وفريق سكاي دايف دبي .